# Phellopsis amurensis
Phellopsis amurensis is een keversoort uit de familie somberkevers (Zopheridae). De wetenschappelijke naam van de soort werd in 1885 gepubliceerd door Lucas Friedrich Julius Dominikus von Heyden.